# Edward Szymkowiak
Edward (właśc. Gerard) Józef Szymkowiak ps. „Szymek” (ur. 13 marca 1932 w Dąbrówce Małej, zm. 28 stycznia 1990 w Bytomiu) – polski piłkarz występujący na pozycji bramkarza, reprezentant Polski, olimpijczyk.
Pięciokrotny mistrz Polski w barwach trzech różnych klubów, dwukrotny zdobywca Pucharu Polski, Pucharu Rappana i Pucharu Ameryki.

## Życiorys
Był wychowankiem KS Unia Dąbrówka Mała, ale gry w bramce nauczył się sam. W wieku osiemnastu lat przeszedł do chorzowskiego Ruchu, gdzie trenowany był przez Teodora Peterka i Spirydiona Albańskiego. Przez trzy sezony w Ruchu rozegrał 24 mecze i zdobył wicemistrzostwo i dwukrotnie mistrzostwo Polski.
Po sezonie 1952 został powołany do służby wojskowej i zaczął występować w barwach GWKS Bielsko, a po roku trafił do CWKS Warszawa. Szymkowiak bronił bramki stołecznego klubu przez cztery sezony i rozegrał sto meczów dwukrotnie zdobywając mistrzostwo Polski i również dwa razy Puchar Polski.
W sezonie 1957 rozpoczął występy w Polonii Bytom, w której grał do końca kariery. Do historii przeszło spotkanie z Górnikiem Zabrze rozegrane 16 października 1960 roku, w którym obronił trzy rzuty karne, które wykonywali Edward Jankowski, Roman Lentner i Erwin Wilczek. W bytomskim klubie mistrzem Polski został w 1962 roku, wicemistrzem w 1958, 1959, 1961, a w 1964 roku dotarł z drużyną do finału Pucharu Polski. W 1965 roku zdobył Puchar Rappana. Nie grał w pierwszym meczu finału, a Polonia przegrała z SC Lipsk 0:3. W rewanżu Szymkowiak stanął już w bramce i bytomianie zwyciężyli 5:1. Po tym sukcesie wraz z drużyną udał się do Stanów Zjednoczonych, gdzie uczestniczył w rozgrywkach ISL, które Polonia wygrała i zdobyła Puchar Ameryki.
W reprezentacji Polski rozegrał 53 mecze, a odstęp między jego pierwszym i ostatnim występem wynosi 13 lat i 125 dni – był wtedy najdłużej występującym bramkarzem w historii polskiej Kadry Narodowej (jego osiągnięcie poprawił Jerzy Dudek, który po raz ostatni wystąpił w reprezentacji Polski 15 lat i 99 dni po debiucie). Bronił polskiej bramki w meczu z ZSRR na Stadionie Śląskim w 1957 roku. Został wtedy przez kibiców zniesiony z boiska na rękach. Reprezentował Polskę na igrzyskach olimpijskich w Helsinkach i w Rzymie.

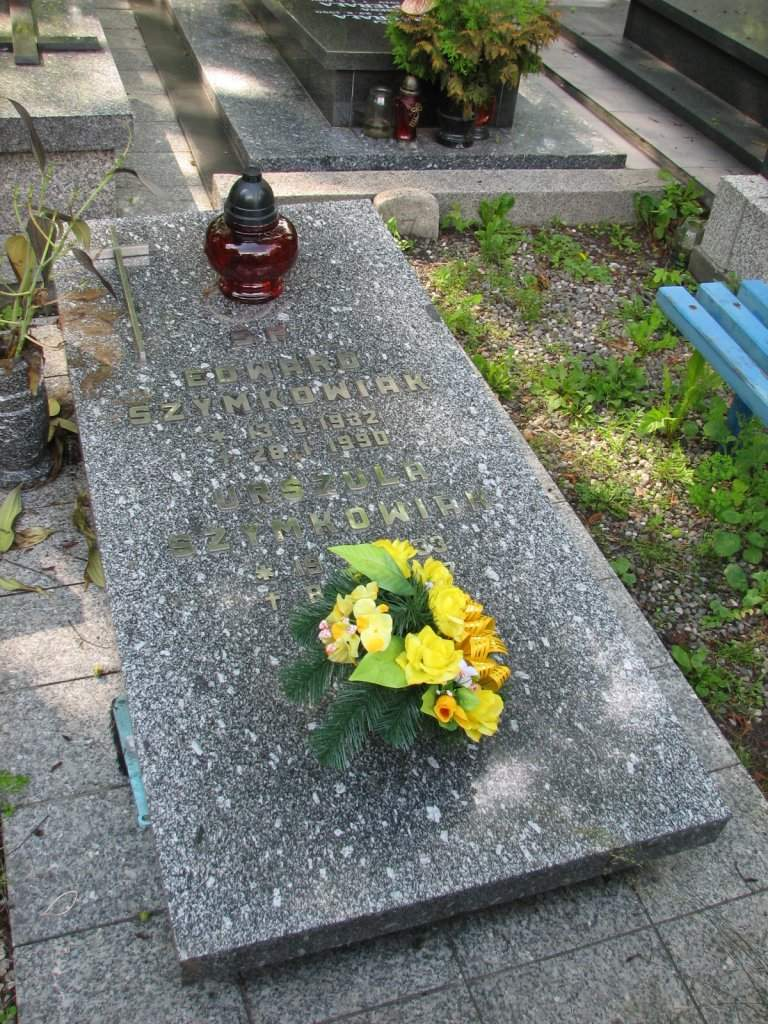
Grób Edwarda Szymkowiaka oraz jego żony Urszuli.

Czterokrotnie otrzymywał Złote Buty redakcji Sportu – w 1957, 1958, 1965, 1966 roku. Został uznany Zasłużonym Mistrzem Sportu i dwa razy odznaczony złotym medalem Za Wybitne Osiągnięcia Sportowe oraz Złotym Krzyżem Zasługi w 1964. Skończył WSWF w Katowicach.
Po zakończeniu kariery piłkarskiej pozostał w Polonii Bytom, gdzie trenował drużyny młodzieżowe.
Zmarł 28 stycznia 1990 roku. Został pochowany na cmentarzu Mater Dolorosa w Bytomiu.